# Cá thủy tinh
Cá kính, còn gọi là cá trê kính, cá thủy tinh (danh pháp khoa học: Kryptopterus vitreolus) là một loài cá của chi Kryptopterus.
Loài cá nheo này thường được thấy trong buôn bán cá cảnh nước ngọt, nhưng cho tới gần đây thì phân loại của nó lại lộn xộn gây nhầm lẫn và chỉ được giải quyết trọn vẹn vào năm 2013. Nó là loài cá đặc hữu của Thái Lan, chỉ được tìm thấy tại các con sông ở phía nam eo đất Kra và đổ vào vịnh Thái Lan cùng các lưu vực sông trong dãy núi Cardamom. Cũng có báo cáo chưa được xác nhận về sự hiện diện của loài này tại Penang ở Malaysia.
Cho tới năm 1989, người ta cho nó là Kryptopterus bicirrhis, một loài to lớn hơn nhưng hiếm khi nhìn thấy trong buôn bán cá cảnh. Sau đó, khi danh pháp Kryptopterus minor được đặt ra năm 1989 thì người ta lại cho rằng cá kính thường thấy trong buôn bán cá cảnh là K. minor, nhưng tới năm 2013 người ta đã xác định được là các mẫu vật bể cảnh trên thực tế là loài khác hẳn, và được miêu tả như là K. vitreolus. Loài K. minor thật sự thì chỉ hạn chế trong khu vực miền tây Borneo và cũng rất hiếm khi được buôn bán làm cá cảnh.

## Mô tả
Loài cá da trơn nước ngọt trong suốt này có 2 râu dài. Chiều dài tiêu chuẩn có thể đạt 8 cm (3,1 in), nhưng chiều dài tổng cộng thường chỉ khoảng 6,5 cm (2,6 in). Chúng trong suốt là do chúng không có vảy (như các loài cá da trơn khác) và thiếu các sắc tố ở phần thân (chỉ thấy ở Kryptopterus). Phần lớn các cơ quan nội tạng nằm ở gần đầu; với kính lúp người ta có thể nhìn thấy tim của nó đang đập. Khi chiếu sáng với góc chiếu phù hợp thì nó có thể tạo ra màu sắc cầu vồng óng ánh. Sau khi chết, nó chuyển thành màu trắng sữa. Tên khoa học vitreolus có nguồn gốc từ tiếng Latinh vitreus nghĩa là kính hay thủy tinh. Trong số các loài đã miêu tả của chi Kryptopterus thì chỉ hai loài K. minor và K. piperatus là có phần cơ thể trong suốt nhưng cả hai loài này gần như không xuất hiện trong buôn bán cá cảnh. Phần thân của các loài khác, bao gồm cả K. bicirrhis, chỉ hơi trong mờ hay mờ đục.
Tia mềm vây lưng: 32; tia mềm vây hậu môn: 48 - 55; đốt sống: 44 - 47. Loài này khác các thành viên của các nhóm loài K. cryptopterus, K. limpok, K. schilbeides ở chỗ nó có 48-55 tia mềm vây hậu môn, trong khi các loài kia có 64-85 tia mềm. Nó được chẩn đoán từ các thành viên khác của nhóm loài K. bicirrhis (gồm K. bicirrhis, K. lais, K. macrocephalus, K. minor, K. palembangensis và K. piperatus) là có sự kết hợp của các đặc trưng sau: chiều dài mõm 29-35% chiều dài đầu (HL), đường kính mắt 28-34% HL, chiều cao thân tại hậu môn 16-20% chiều dài tiêu chuẩn (SL), chiều cao cuống đuôi 4-7% SL, các râu hàm trên có thể vượt qua gốc của tia mềm thứ nhất vây hậu môn, tiết diện lưng với độ lõm gáy rõ nét, 14-18 lược mang trên cung mang thứ nhất, và 48-55 tia mềm vây hậu môn.

## Hình ảnh

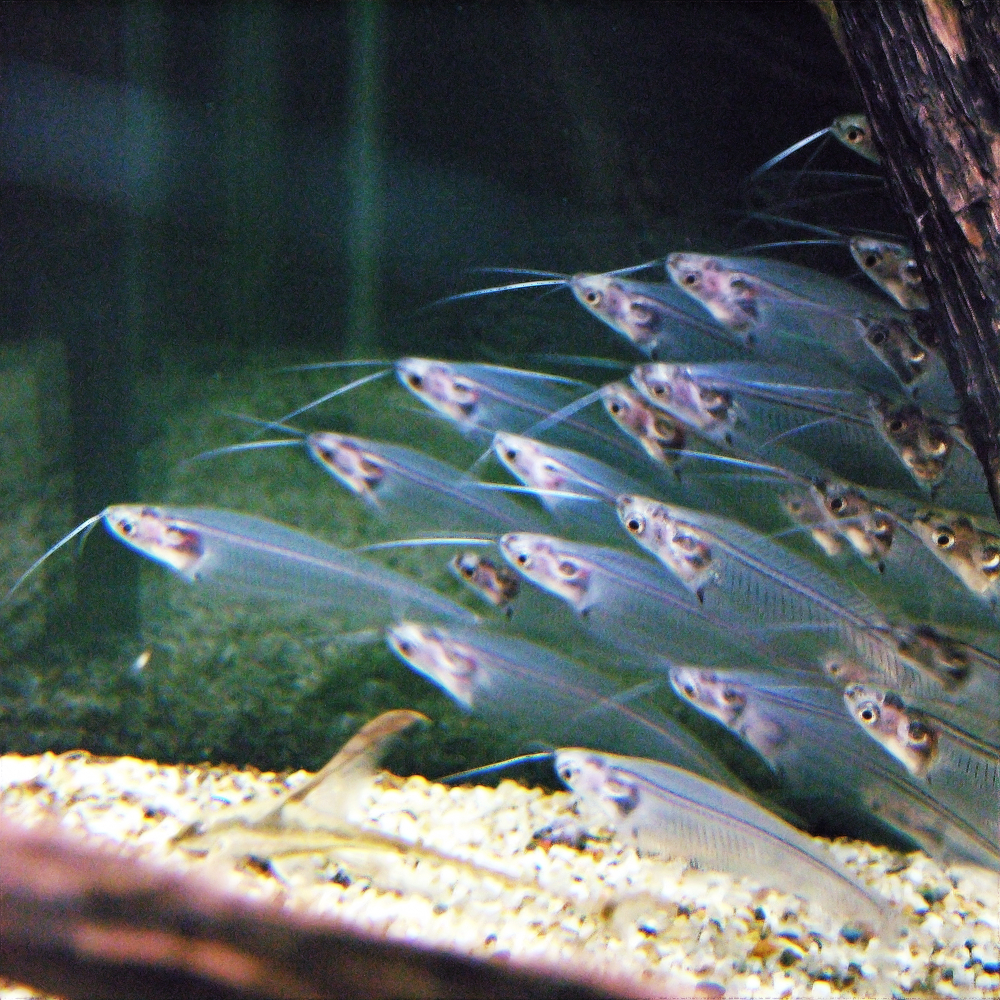
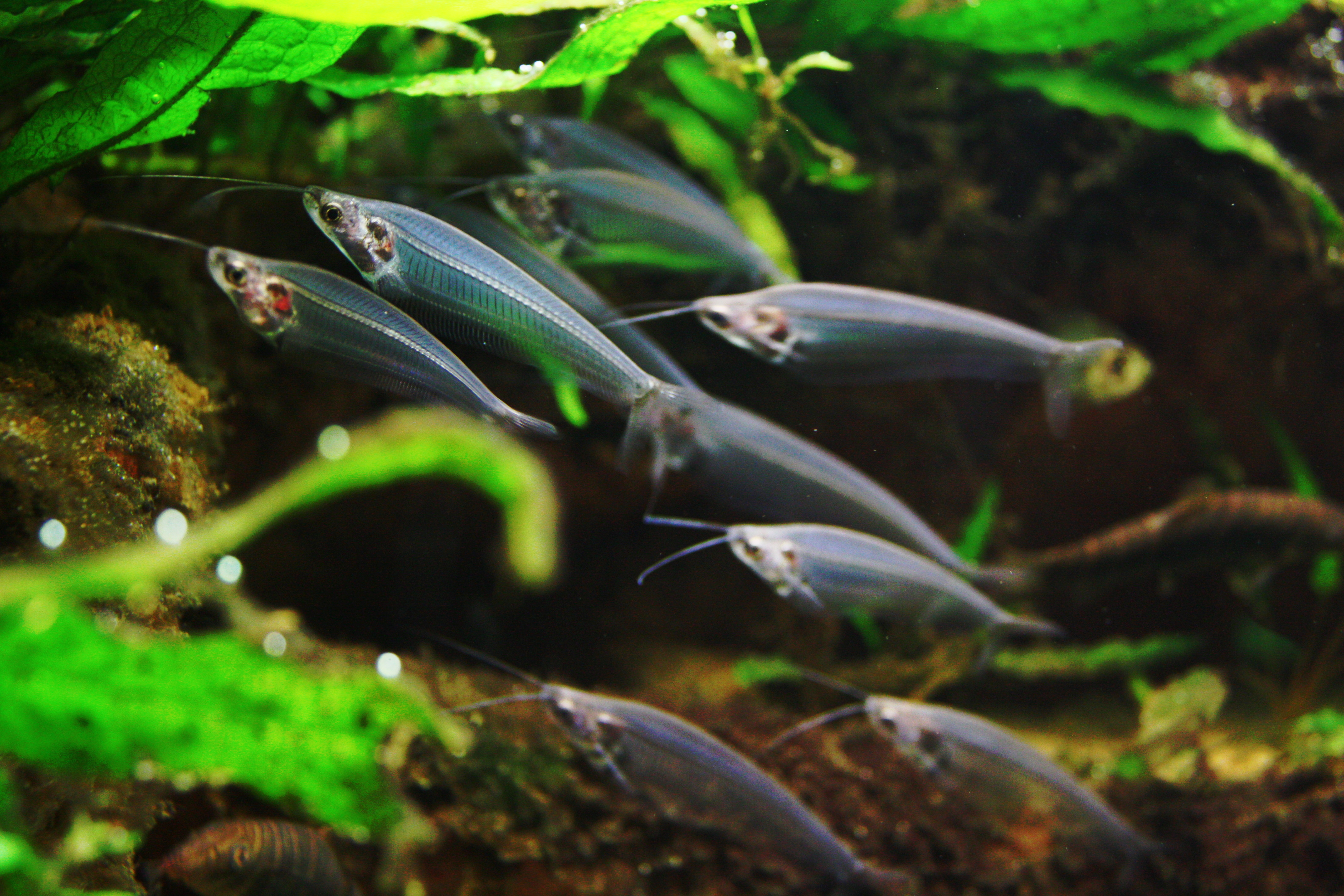
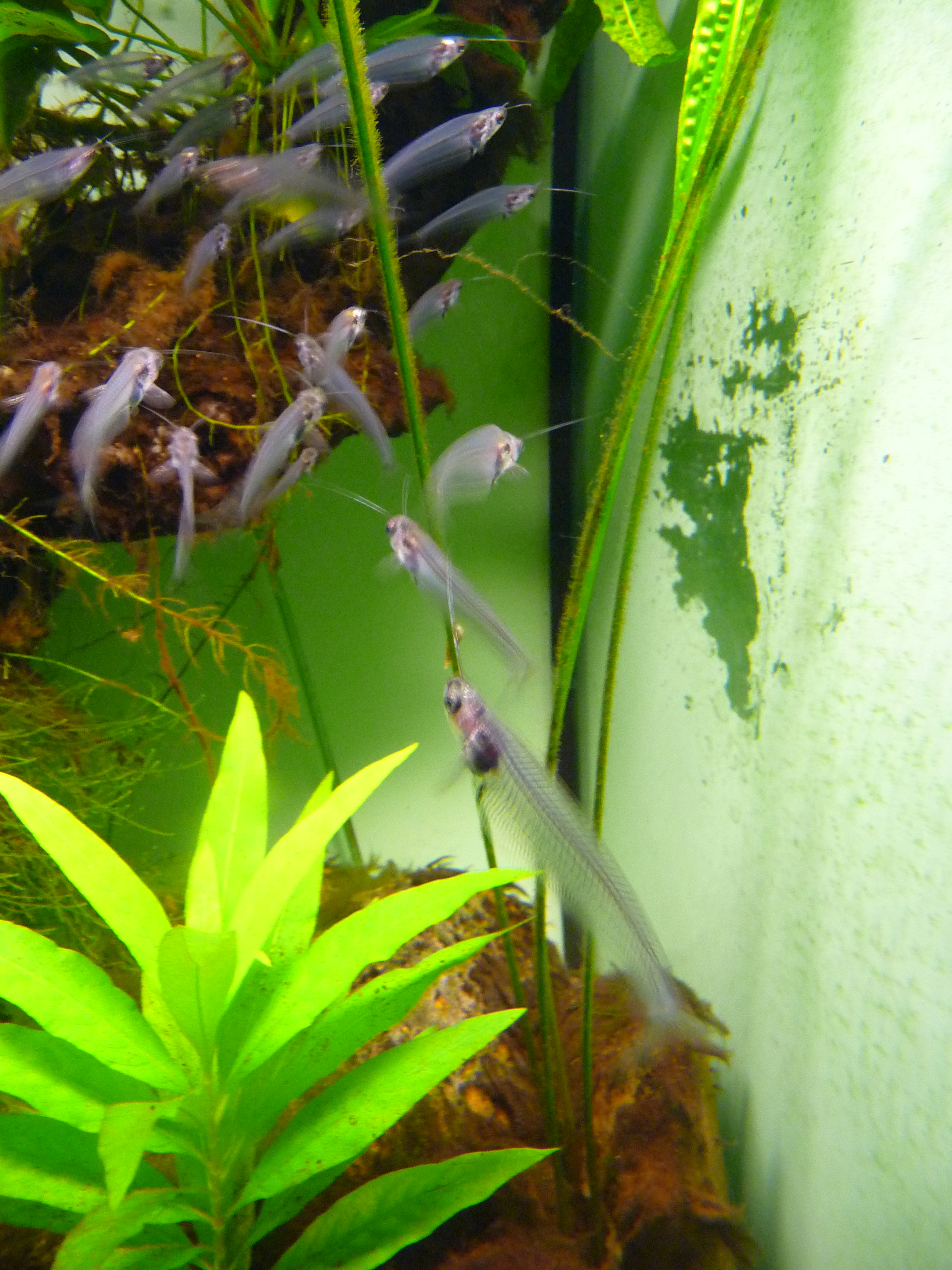
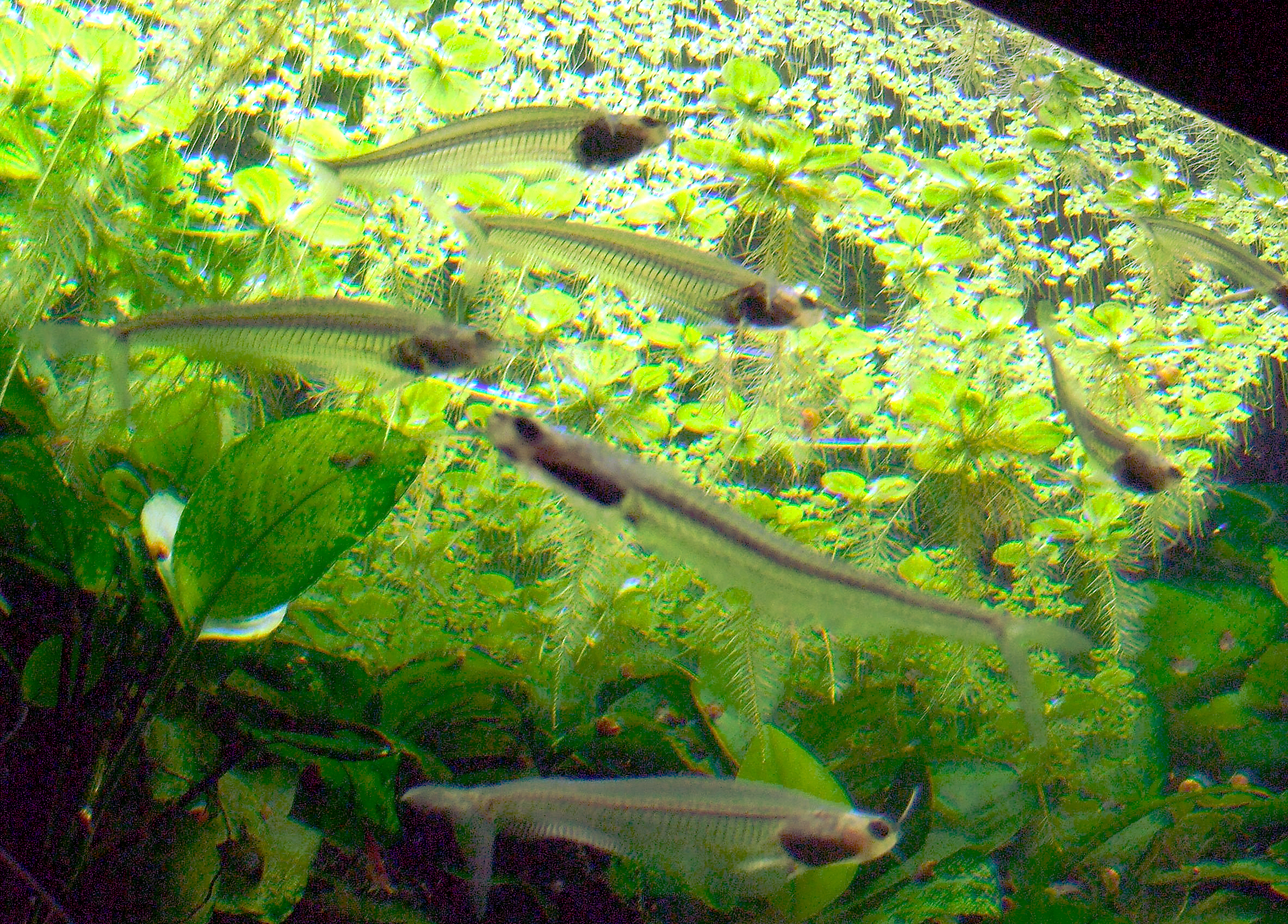

## Sinh thái học
Loài cá này sinh sống tại các con sông nước đục, chảy chậm hoặc nước lặng. Chúng thích nghi với môi trường có nhiệt độ khoảng 21-26 °C (70-79 °F). Cá kính là một loài săn mồi ban ngày và chủ yếu ăn bọ nước và thỉnh thoảng là cá nhỏ hơn.